# Толебійський район
Толебі́йський район (каз. Төле би ауданы, рос. Толебийский район) — адміністративна одиниця у складі Туркестанської області Казахстану. Адміністративний центр — місто Ленгер.

## Історія
Згідно з постановою Уряду Казахстану № 1110 від 18 жовтня 2013 року Казгуртський сільський округ та частини Акжарського і Кемекалганського загальною площею 136,71 км² були приєднані до міста Шимкент.

## Населення
Населення — 117245 осіб (2021; 106039 у 2009, 93470 у 1999, 86705 у 1989).

## Склад
До складу району входять міська адміністрація та 12 сільських округів:
| Поселення                         | Площа, км² | Населення, осіб (1989) | Населення, осіб (1999) | Населення, осіб (2009) | Населення, осіб (2009) | Центр           | Населені пункти |
| --------------------------------- | ---------- | ---------------------- | ---------------------- | ---------------------- | ---------------------- | --------------- | --------------- |
| Ленгерська міська адміністрація   | 25,38      | 23167                  | 22038                  | 24642                  | 32622                  | Ленгер          | 1               |
| Аккумський сільський округ        | 56,25      | 3522                   | 3825                   | 3522                   | 4426                   | Жанауйим        | 3               |
| Алатауський сільський округ       | 140,43     | 5701                   | 6996                   | 7502                   | 7632                   | Алатау          | 10              |
| Бірінші Мамира сільський округ    | 219,49     | 13029                  | 14846                  | 17162                  | 17875                  | Бірінші Мамир   | 7               |
| Жогарги-Аксуський сільський округ | 87,65      | 2123                   | 2950                   | 2305                   | 2077                   | Мадані          | 2               |
| Зертаський сільський округ        | 88,61      | 3344                   | 4065                   | 4599                   | 4698                   | Зертас          | 2               |
| Каратобинський сільський округ    | 174,03     | 3566                   | 4228                   | 5103                   | 4280                   | Балдирбек       | 5               |
| Каскасуйський сільський округ     | 98,98      | 2731                   | 4253                   | 4498                   | 3910                   | Жогарги-Каскасу | 4               |
| Кемекалганський сільський округ   | 139,93     | 3979                   | 4382                   | 5563                   | 4758                   | Абай            | 6               |
| Кієлітаський сільський округ      | 150,38     | 8233                   | 8493                   | 9730                   | 11229                  | Достик          | 4               |
| Когалинський сільський округ      | 88,61      | 2477                   | 2918                   | 3369                   | 2970                   | Алшали          | 3               |
| Коксаєцький сільський округ       | 213,03     | 11354                  | 10826                  | 14116                  | 16478                  | Коксаєк         | 4               |
| Тасарицький сільський округ       | 111,06     | 3479                   | 3650                   | 3928                   | 4290                   | Тасарик         | 4               |

## Найбільші населені пункти
Населені пункти з чисельністю населення понад 1500 осіб:
| №  | Населений пункт | Населення, осіб (1989) | Населення, осіб (1999) | Населення, осіб (2009) | Населення, осіб (2021) |
| -- | --------------- | ---------------------- | ---------------------- | ---------------------- | ---------------------- |
| 1  | Ленгер          | 21716                  | 22038                  | 24642                  | 32622                  |
| 2  | Коксаєк         | 7011                   | 6060                   | 11053                  | 14304                  |
| 3  | Бірінші Мамир   | 5004                   | 5542                   | 6057                   | 6591                   |
| 4  | Султанрабат     | 3909                   | 3775                   | 4732                   | 6277                   |
| 5  | Загамбар        | 3032                   | 3695                   | 4723                   | 5158                   |
| 6  | Зертас          | 2003                   | 2401                   | 4346                   | 4544                   |
| 7  | Достик          | 1953                   | 2074                   | 1850                   | 2118                   |
| 8  | Каскасу         | 1528                   | 1956                   | 2113                   | 2094                   |
| 9  | Жанажол         | 311                    | 144                    | 1999                   | 1904                   |
| 10 | Алатау          | 1595                   | 1689                   | 1874                   | 1853                   |
| 11 | Кієлітас        | 348                    | 322                    | 2006                   | 1821                   |
| 12 | Каратобе        | 1676                   | 1728                   | 2065                   | 1772                   |
| 13 | Моминай         | 1205                   | 1374                   | 1495                   | 1758                   |
| 14 | Ханарик         | 752                    | 1007                   | 1160                   | 1662                   |
| 15 | Казахстан       | 1509                   | 2211                   | 2083                   | 1622                   |
| 16 | Діханкуль       | 1219                   | 1422                   | 1713                   | 1606                   |